# Кравець Сергій Ісакович
Сергій Ісакович Краве́ць (нар. 4 квітня 1939, Дашківці) — український живописець; член Спілки художників України з 1991 року та Хмельницького мистецького об'єднання «Плоский рів» з 1995 року.

## Біографія
Народився 4 квітня 1939 року в селі Дашківцях (нині Вінницький район Вінницької області, Україна). 1970 року закінчив Ярославське художнє училище (педагоги з фаху: А. Гурін, С. Курбатов, В. Кармович).
Після здобуття освіти працював у місті Воркуті викладачем дитячої художньої школи; з 1979 року — художником художньо-виробничих майстерень. Упродовж 1988—1991 років працював на Хмельницькому художньо-виробничому комбінаті. Живе у місті Хмельницькому, в будинку на вулиці Інститутській № 17, квартира 20.

## Творчість
Автор тематичних композицій, пейзажів, натюрмортів у реалістичному стилі з елементами авангарду. Серед робіт:
- «Ранній сніг» (1979);
- «Липень у тундрі» (1979);
- «Переможець» (1982);
- «Вечір у Карпатах» (1989);
- «Реквієм» (1991);
- «Пам'ять» (1991);
- «Срібний натюрморт» (1992);
- «Святковий натюрморт» (2000);
- «Бабине літо» (2000);
- «Стара лампа» (2001);
- «Осіння вистава» (2003);
- «Польові квіти» (2003; полотно, олія).

Брав участь в обласних, всеукраїнських мистецтких виставках з 1979 року. Персональна виставка відбулася у Хмельницькому у 1991 році. 
Деякі картини художника зберігаються у Хмельницькому і Воркутинському художніх музеях.